# ReBirth RB-338
ReBirth RB-338（リバース・アールビー338）は、PCとMac用のごく初期のソフトウェア・シンセサイザーのひとつ。1997年にスウェーデンのPropellerhead社によって開発された。2005年にパソコン版は開発終了し公開されている。2010年にiOS版が発売された。

## 概要
ReBirthは、Rolandが1980年代に製造したシンセサイザーのハードウェアをシミュレートしている。
- TB-303×2 シンセサイザー
- TR-808×1 ドラムマシン
- TR-909×1 ドラムマシン

それぞれのパートは、オリジナルのハードウェアとは異なった方式のパターンセレクターを備えている。これは、異なるシーケンスの素早い切替を可能とし、異なるパターンを再生するためにTB-303の (時間のかかる)プログラムをし直す必要がない。この特徴はReasonでも採用された。
また、ReBirthはミキサー、パターン・コントロールド・フィルター (PCF)、標準的なエフェクト（ディレイ、コンプ、ディストーション）を有している。
もうひとつの特徴として、Modsと呼ばれるファイルを読み込むことでインターフェイスを標準のものからユーザーオリジナルのものに着せ替え可能な機能がある。Modsにはドラムマシン部分のサウンドも含めることができるため、工夫次第ではサンプラーのような使い方もできる。
単体では各セレクタ、スイッチによる演奏・設定変更、パターン・ソング作成によるデータ再生、WAV・AIFFファイルへの書き出しが可能である。
単体で使用する他、外部機器・他プログラムと連携してMIDI信号による演奏・ソングパターン再生切替・同期・設定値変更が可能。ReWireアプリケーションとしても使用可能。

## 歴史
Propellerhead社は後にReasonをリリースする。ReBirthとはReason側で専用の入出力を持つなど、高い親和性をもつ。Reason、Recycle!、ReBirthを含めた「R3」というパッケージもあった。
Data Becker社は、アメリカで廉価版のReBirth Oneをリリースしたが、オリジナルのReBirthのRBSファイルとの互換性は無かった。
2005年9月1日、ReBirthのサポートおよび開発が中断され、The ReBirth Museumから無料でダウンロードすることが出来るようになる。製品版のソフトウェアは、インストールした後も不正利用を防ぐためにCDの挿入を必要としたが、無料ダウンロード版にもこの条件が残っているため、ダウンロードしたISOイメージをCD-Rに書き込むか、仮想ドライブとしてマウントする必要がある。
2010年にiOS版（Retronymsによる移植版）が発売された。

## 入手方法
公式サイトで自分のアカウントを作成すれば誰でも無料でダウンロードできるが、一般的なWebブラウザではなくBitTorrentに対応しているソフトでなければダウンロードできない。公式サイトでは例としてAzureusが挙げられている。

## CD-Rに焼かずに使う方法
使用するOSに対応したCDイメージで配布されているため、ダウンロードしたデータをCDとして扱わなければインストール出来ない。また、インストール後も毎回起動するたびにCDの存在をチェックしているため、常にダウンロードしたデータをCDとして用意しておかなければ起動の処理が進行しない。ディスクドライブ仮想化ソフトがあればCD-Rに焼かずに使える。
- Windows - DAEMON ToolsやAlcohol 52%などの仮想化ソフトを使用してマウントする。
- Classic Mac OS - 純正のDisk Copy等でマウントする。
- Mac OS XのClassic環境 - 純正のディスクユーティリティ等で（Mac OS X上で）マウントしておいても、Classic環境で起動する。